# Югославський динар
Югосла́вський Дина́р (серб. і мак. Југословенски динар, хорв. Jugoslavenski dinar, словен. Jugoslovanski dinar) — офіційна валюта колишньої Югославії. Був валютою трьох югославських держав: Королівства Югославія (колишнє Королівство сербів, хорватів і словенців), СФРЮ та СРЮ. Динар складався зі 100 пар.

## Банкноти

### Динар 1918 року

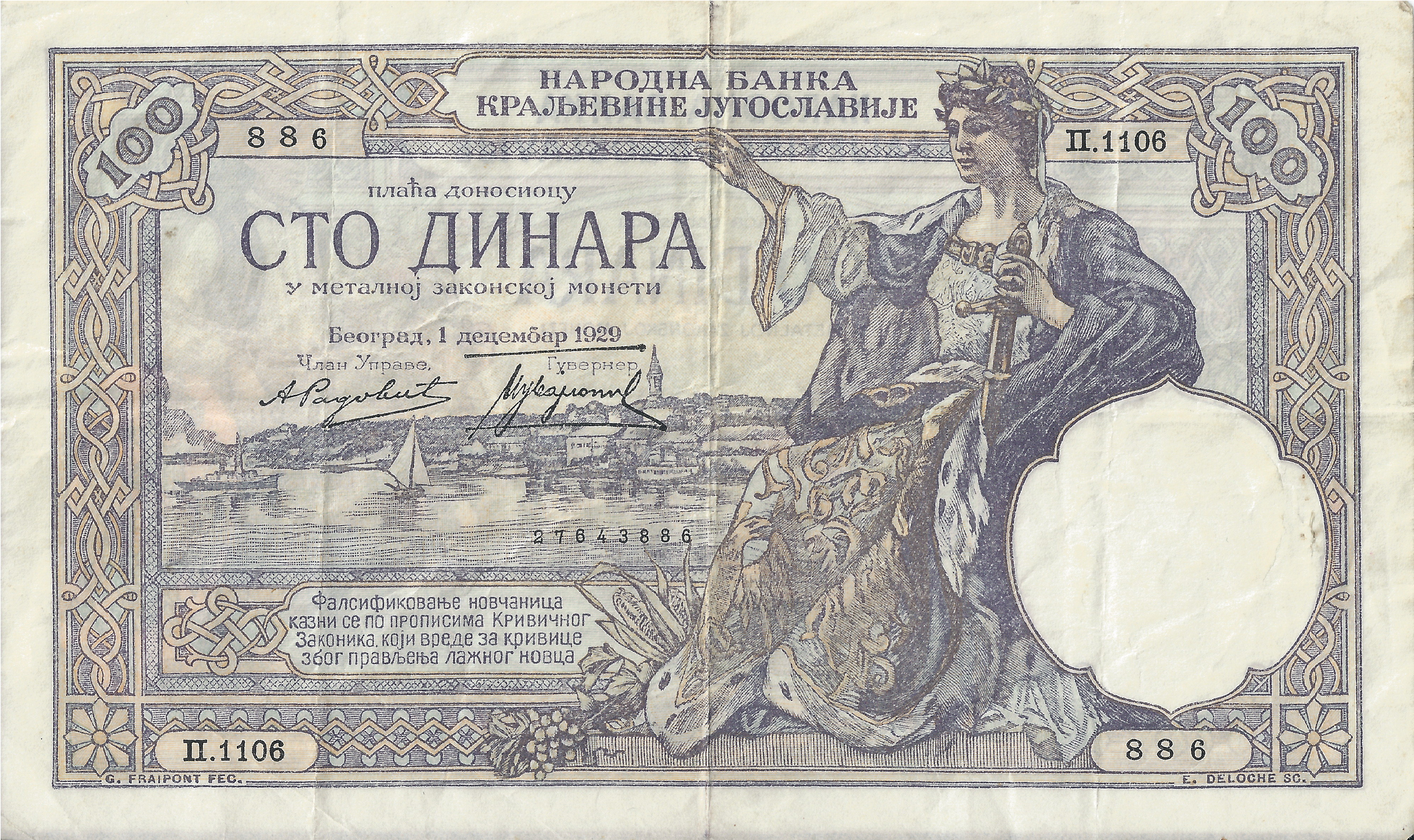
100 югославських динарів. 1929 рік.

У 1920 році Національний банк Королівства Сербів, Хорватів і Словенців випустив банкноти номіналом 10, 100 і 1000 динарів. Після зміни назви країни на Югославію 1929 року, було випущено модифіковані банкноти 10 і 100 динарів. У 1931 році була випущена нова банкнота у 1000 динарів, а 1935 року — 500 динарів. У 1939 році була випущена банкнота в 10 динарів нового зразка.

### Динар 1944 року
У 1944 році Югославія випустила банкноти 1, 5, 10, 20, 50, 100, 500 і 1000 динарів. Потім, в 1946 році банкноти номіналом 50, 100, 500 і 1000 динарів випустив Національний банк Федеративної Народної Республіки Югославія. Банкнота 5000 динарів була введена в 1950 році.

### Динар 1966—1989 року
В 1966 році були введені банкноти номіналом 5, 10, 50 і 100 динарів (датовані 1965 роком). Банкнота 500 динарів була введена в 1970 році, а в 1974 році додані 20 і 1000 динарів.
| Серія 1965—1986 років                         | Серія 1965—1986 років | Серія 1965—1986 років | Серія 1965—1986 років | Серія 1965—1986 років | Серія 1965—1986 років                                                       | Серія 1965—1986 років     | Серія 1965—1986 років |
| Зображення                                    | Зображення            | Номінал (динарів)     | Розміри (мм)          | Основні кольори       | Опис                                                                        | Опис                      | Роки друку            |
| Лицевий бік                                   | Зворотній бік         | Номінал (динарів)     | Розміри (мм)          | Основні кольори       | Лицевая сторона                                                             | Зворотній бік             | Роки друку            |
| --------------------------------------------- | --------------------- | --------------------- | --------------------- | --------------------- | --------------------------------------------------------------------------- | ------------------------- | --------------------- |
|                                               |                       | 5                     | 135×64                | зелений               | дівчина с серпом                                                            | польові роботи            | 1965                  |
|                                               |                       | 5                     | 123×59                | зелений               | дівчина с серпом                                                            | номінал                   | 1968                  |
|                                               |                       | 10                    | 142×68                | коричневий            | сталевар на фоні ливарної печі                                              | металургічний комбінат    | 1965                  |
|                                               |                       | 10                    | 131×62                | коричневий            | сталевар на фоні ливарної печі                                              | номінал                   | 1968 1978 1981        |
|                                               |                       | 20                    | 139×66                | фіолетовий            | корабель в порту                                                            | номінал                   | 1974 1978 1981        |
|                                               |                       | 50                    | 150×70                | синій                 | барельеф Ивана Мештровича в здании Народної скупщини в Белграде             | будівля Народної скупщини | 1965                  |
|                                               |                       | 50                    | 139×66                | синій                 | барельеф Ивана Мештровича в здании Народної скупщини в Белграде             | номінал                   | 1968 1978 1981        |
|                                               |                       | 100                   | 147×70                | червоний              | скульптура «Мир» Антуна Августинчича навпроти штаб-квартири ООН в Нью-Йорку | номінал                   | 1965 1978 1981 1986   |
|                                               |                       | 500                   | 155×74                | оливково-зелений      | пам'ятник Ніколі Теслі в Ніагара-Фолс                                       | номінал                   | 1970 1978 1981 1986   |
|                                               |                       | 1000                  | 163×78                | темно-синій           | жінка з фруктами                                                            | номінал                   | 1974 1978 1981        |
| Масштаб зображення — 1,0 пікселя на міліметр. |                       |                       |                       |                       |                                                                             |                           |                       |

| Серія 1985—1989 року                          | Серія 1985—1989 року | Серія 1985—1989 року | Серія 1985—1989 року | Серія 1985—1989 року | Серія 1985—1989 року              | Серія 1985—1989 року                      | Серія 1985—1989 року |
| Зображення                                    | Зображення           | Номінал (динарів)    | Розміри (мм)         | Основні кольори      | Опис                              | Опис                                      | Роки друку           |
| Лицевий бік                                   | Зворотній бік        | Номінал (динарів)    | Розміри (мм)         | Основні кольори      | Лицевий бік                       | Зворотній бік                             | Роки друку           |
| --------------------------------------------- | -------------------- | -------------------- | -------------------- | -------------------- | --------------------------------- | ----------------------------------------- | -------------------- |
|                                               |                      | 5000                 | 165×76               | синій, фіолетовий    | Иосип Броз Тито                   | панорама Яйце                             | 1985                 |
|                                               |                      | 20 000               | 170×78               | коричневий           | шахтар                            | проходческий комбайн                      | 1987                 |
|                                               |                      | 50 000               | 175×80               | зелений              | дівчина                           | панормама Дубровника                      | 1988                 |
|                                               |                      | 100 000              | 180×82               | червоний             | дівчинка                          | букви і цифри                             | 1989                 |
|                                               |                      | 500 000              | 145×75               | фіолетовий           | меморіальний комплекс в Мраковиці | пам'ятник полеглим воінам в Долині героїв | 1989                 |
|                                               |                      | 1 млн                | 151×72               | оливковий, оранжевий | молода селянка                    | колос пшениці                             | 1989                 |
|                                               |                      | 2 млн                | 145×75               | коричневий           | меморіальний комплекс в Мраковиці | пам'ятник «Перебите крило» в Крагуеваце   | 1989                 |
| Масштаб зображення — 1,0 пікселя на міліметр. |                      |                      |                      |                      |                                   |                                           |                      |

У 1985 році почався випуск нової серії банкнот. Першою була випущена бона 5000 динарів з портретом президента Тіто. За мірою посилення інфляції, випускалися бони все більших і більших номіналів: 20 000 динарів (у 1987 році); 50 000 динарів (у 1988 році); 100 000, 500 000, 1 млн і 2 млн динарів (у 1989 році). Банкнота 2 млн динарів відрізняється від інших тим, що на ній відсутній портрет, а замість нього — зображення монумента на горі Козара.

### Динар 1990 року
В 1990 році відбулася деномінація в співвідношенні 1:10 000, і були випущені нові банкноти 10, 50, 100, 200, 500 і 1000 динарів. Дизайн нових бон був схожий з відповідними купівельної спроможності старими бонами. У 1991 році була введена банкнота 5000 динарів.
| Серія 1990—1991 року                          | Серія 1990—1991 року | Серія 1990—1991 року | Серія 1990—1991 року | Серія 1990—1991 року  | Серія 1990—1991 року              | Серія 1990—1991 року                      | Серія 1990—1991 року |
| Зображення                                    | Зображення           | Номінал (динарів)    | Розміри (мм)         | Основні кольори       | Опис                              | Опис                                      | Роки друку           |
| Лицевий бік                                   | Зворотній бік        | Номінал (динарів)    | Розміри (мм)         | Основні кольори       | Лицевий бік                       | Зворотній бік                             | Роки друку           |
| --------------------------------------------- | -------------------- | -------------------- | -------------------- | --------------------- | --------------------------------- | ----------------------------------------- | -------------------- |
|                                               |                      | 10                   | 139×66               | червоний              | дівчинка                          | букви і цифри                             | 1990                 |
|                                               |                      | 50                   | 145×75               | фіолетовий            | меморіальний комплекс в Мраковиці | пам'ятник полеглим воінам в Долині героїв | 1990                 |
|                                               |                      | 50                   | 147×70               | фіолетовий            | хлопчик                           | троянди                                   | 1990                 |
|                                               |                      | 100                  | 151×72               | оливковий, оранжевий  | молода селянка                    | колос пшениці                             | 1990                 |
|                                               |                      | 100                  | 151×72               | оливковий             | молода селянка                    | колос пшениці                             | 1991                 |
|                                               |                      | 200                  | 145×75               | коричневий            | меморіальний комплекс в Мраковиці | пам'ятник «Перебите крило» в Крагуеваце   | 1990                 |
|                                               |                      | 500                  | 159×76               | синій                 | юнак                              | гірський пейзаж                           | 1990                 |
|                                               |                      | 500                  | 159×76               | коричневий, оранжевий | юнак                              | гірський пейзаж                           | 1991                 |
|                                               |                      | 1000                 | 163×78               | коричневий, оранжевий | Никола Тесла                      | трансформатор Тесла                       | 1990                 |
|                                               |                      | 1000                 | 163×78               | синій                 | Никола Тесла                      | трансформатор Тесла                       | 1991                 |
|                                               |                      | 5000                 | 167×80               | фіолетовий            | Іво Андрич                        | Вишеградский мост                         | 1991                 |
| Масштаб зображення — 1,0 пікселя на міліметр. |                      |                      |                      |                       |                                   |                                           |                      |

### Динар 1992—1993 року
Нова серія банкнот була введена в 1992 році. Вона складалася з бон номіналами 100, 500, 1000, 5000, 10 000 і 50 000. У 1993 році введено бони 100 000, 500 000, 1 млн, 5 млн, 10 млн, 50 млн, 100 млн, 500 млн, 1 млрд і 10 млрд динарів.
| Серія 1992—1993 року                          | Серія 1992—1993 року | Серія 1992—1993 року | Серія 1992—1993 року | Серія 1992—1993 року             | Серія 1992—1993 року | Серія 1992—1993 року                               | Серія 1992—1993 року |
| Зображення                                    | Зображення           | Номінал (динарів)    | Розміри (мм)         | Основні кольори                  | Опис                 | Опис                                               | Роки друку           |
| Лицевий бік                                   | Зворотній бік        | Номінал (динарів)    | Розміри (мм)         | Основні кольори                  | Лицевая сторона      | Зворотній бік                                      | Роки друку           |
| --------------------------------------------- | -------------------- | -------------------- | -------------------- | -------------------------------- | -------------------- | -------------------------------------------------- | -------------------- |
|                                               |                      | 100                  | 151×72               | блакитний, сірий                 | молода селянка       | колос пшениці                                      | 1992                 |
|                                               |                      | 500                  | 159×76               | фіолетовий                       | юнак                 | гірський пейзаж                                    | 1992                 |
|                                               |                      | 1000                 | 163×78               | червоний                         | Никола Тесла         | трансформатор Тесла                                | 1992                 |
|                                               |                      | 5000                 | 167×80               | синьо-зелений, оливковий         | Іво Андрич           | Вишеградский мост                                  | 1992                 |
|                                               |                      | 10 000               | 139×66               | коричневий                       | дівчинка             | букви і цифри                                      | 1992                 |
|                                               |                      | 50 000               | 147×70               | зелений, фіолетовий              | хлопчик              | троянди                                            | 1992                 |
|                                               |                      | 100 000              | 151×72               | оливковий, оранжевий             | молода селянка       | соняхи                                             | 1993                 |
|                                               |                      | 500 000              | 159×76               | синій, фіолетовий                | юнак                 | гірськолижний курорт Копаоник                      | 1993                 |
|                                               |                      | 1 млн                | 147×70               | фіолетовий, блакитний, оранжевий | хлопчик              | іриси                                              | 1993                 |
|                                               |                      | 5 млн                | 163×78               | фіолетовий, синій                | Никола Тесла         | трансформатор Тесла, плотина ГЕС Джердап I         | 1993                 |
|                                               |                      | 10 млн               | 167×80               | серо-зелений                     | Іво Андрич           | будівля Національної бібліотеки Сербії             | 1993                 |
|                                               |                      | 50 млн               | 139×66               | оранжевий, сірий                 | дівчинка             | будівля Белградского университета                  | 1993                 |
|                                               |                      | 100 млн              | 159×76               | блакитний, сірий                 | юнак                 | будівля Сербской академии наук і искусств          | 1993                 |
|                                               |                      | 500 млн              | 151×72               | фіолетовий, сірий                | молода селянка       | будівля сільськогосподарського факультету в Земуне | 1993                 |
|                                               |                      | 1 млрд               | 178×82               | червоний                         | дівчинка             | будівля Народної скупщини                          | 1993                 |
|                                               |                      | 10 млрд              | 163×78               | фіолетовий, рожевий              | Никола Тесла         | трансформатор Тесла                                | 1993                 |
| Масштаб зображення — 1,0 пікселя на міліметр. |                      |                      |                      |                                  |                      |                                                    |                      |

### Динар 1993 року
У цьому випуску були надруковані банкноти номіналом 5000, 10 000, 50 000, 500 000, 5 млн, 50 млн, 500 млн, 5 млрд, 50 млрд і 500 млрд динарів. Незвичайна послідовність номіналів пов'язана з гіперінфляцією в Югославії.
| Серія 1993 року                               | Серія 1993 року | Серія 1993 року   | Серія 1993 року | Серія 1993 року                 | Серія 1993 року      | Серія 1993 року                              | Серія 1993 року |
| Зображення                                    | Зображення      | Номінал (динарів) | Розміри (мм)    | Основні кольори                 | Опис                 | Опис                                         | Роки друку      |
| Лицевий бік                                   | Зворотній бік   | Номінал (динарів) | Розміри (мм)    | Основні кольори                 | Лицевая сторона      | Зворотній бік                                | Роки друку      |
| --------------------------------------------- | --------------- | ----------------- | --------------- | ------------------------------- | -------------------- | -------------------------------------------- | --------------- |
|                                               |                 | 5000              | 158×76          | коричневий, оливковий           | Никола Тесла         | музей Тесли в Белграді                       | 1993            |
|                                               |                 | 10 000            | 163×78          | сірий, зелений, оранжевий       | Вук Караджич         | монастир Тршич, сербский алфавит             | 1993            |
|                                               |                 | 50 000            | 138×65          | синій, рожевий                  | Пётр II Петрович     | Цетинський монастир                          | 1993            |
|                                               |                 | 500 000           | 143×68          | зелений, оранжевий              | Доситей Обрадович    | монастир Ново-Хопово                         | 1993            |
|                                               |                 | 5 млн             | 147×70          | оранжевий, зелений, коричневий  | Карагеоргій          | 1993                                         |                 |
|                                               |                 | 50 млн            | 151×72          | червоний, оранжевий, фіолетовий | Михаил Пупин         | будівля першої телефонної станции в Белграді | 1993            |
|                                               |                 | 500 млн           | 139×66          | синій, блакитний, оранжевий     | Йован Цвиич          | Белградский университет                      | 1993            |
|                                               |                 | 5 млрд            | 143×68          | жовтий, оливковий               | Джура Якшич          | монастир Врачевшница                         | 1993            |
|                                               |                 | 50 млрд           | 163×78          | сірий, оранжевий                | Милош Обренович      | дворец Обреновича                            | 1993            |
|                                               |                 | 500 млрд          | 151×72          | червоний, синій                 | Йован Йованович-Змай | Национальная библиотека Сербії               | 1993            |
| Масштаб зображення — 1,0 пікселя на міліметр. |                 |                   |                 |                                 |                      |                                              |                 |

### Динар 1994 року
У січні 1994 року була випущена нова серія банкнот номіналами 10, 100, 1000, 5000, 50 000 і 500 000 і 10 млн динарів. Ці гроші знаходилися в обігу лише кілька тижнів, перш ніж були замінені новою грошовою одиницею — новим динаром.
| Серія 1994 року                               | Серія 1994 року | Серія 1994 року   | Серія 1994 року           | Серія 1994 року   | Серія 1994 року                        | Серія 1994 року | Серія 1994 року |
| Зображення                                    | Зображення      | Номінал (динарів) | Розміри (мм)              | Основні кольори   | Опис                                   | Опис            | Роки друку      |
| Лицевий бік                                   | Зворотній бік   | Номінал (динарів) | Розміри (мм)              | Основні кольори   | Лицевая сторона                        | Зворотній бік   | Роки друку      |
| --------------------------------------------- | --------------- | ----------------- | ------------------------- | ----------------- | -------------------------------------- | --------------- | --------------- |
|                                               | 10              | 114×55            | синьо-зелений, коричневий | Йосиф Панчич      | гірський пейзаж                        | 1994            |                 |
|                                               | 100             | 135×63            | синій, рожевий            | Никола Тесла      | музей Тесли в Белграді                 | 1994            |                 |
|                                               | 1000            | 139×66            | сірий, коричневий         | Пётр II Петрович  | Цетинский монастир                     | 1994            |                 |
|                                               | 5000            | 142×68            | блакитний, рожевий        | Доситей Обрадович | монастир Ново-Хопово                   | 1994            |                 |
|                                               | 50 000          | 146×70            | червоний, оранжевий       | Карагеоргий       | 1994                                   |                 |                 |
|                                               | 500 000         | 139×66            | жовтий                    | Йован Цвиич       | Белградский университет                | 1994            |                 |
|                                               | 10 млн          | 168×80            | серо-зелений              | Іво Андрич        | будівля Національної бібліотеки Сербії | 1994            |                 |
| Масштаб зображення — 1,0 пікселя на міліметр. |                 |                   |                           |                   |                                        |                 |                 |

### Новий динар
24 січня 1994 року в обіг були введені банкноти вартістю 1, 5 і 10 нових динарів. В кінці року були випущені ще банкноти номіналами 5, 10 і 20 нових динарів, а в 1996 році — номіналом 50 і 100 нових динарів. У 2000 році вийшла нова серія, що включає бони 10, 20, 50 і 100 динарів, вже без слова «новий». У 2001 році серія була доповнена банкнотами 200 та 1000 динарів, а у 2002 році — 5000 динарів.
|                                        |                                    |
| 100 нових динарів, 2000. Формула Тесла | 10 нових динарів, 1994. 2-га серія |

## Валюти, що замінили югославський динар
| Держава / Територія (дата виходу з Югославії / Сербії) | Спільна валюта                                                              | Власна валюта і дата її введення (прийняття) | Власна валюта і дата її введення (прийняття) | Власна валюта і дата її введення (прийняття) | Власна валюта і дата її введення (прийняття) | Власна валюта і дата її введення (прийняття) | Власна валюта і дата її введення (прийняття) | Власна валюта і дата її введення (прийняття) | Власна валюта і дата її введення (прийняття) | Власна валюта і дата її введення (прийняття) | Власна валюта і дата її введення (прийняття) | Власна валюта і дата її введення (прийняття) |
| Держава / Територія (дата виходу з Югославії / Сербії) | Спільна валюта                                                              | 1991—1994                                    | 1991—1994                                    | 1991—1994                                    | 1991—1994                                    | 1995—2002                                    | 1995—2002                                    | 1995—2002                                    | 1995—2002                                    | 1995—2002                                    | 2003                                         | з 2004 року                                  |
| ------------------------------------------------------ | --------------------------------------------------------------------------- | -------------------------------------------- | -------------------------------------------- | -------------------------------------------- | -------------------------------------------- | -------------------------------------------- | -------------------------------------------- | -------------------------------------------- | -------------------------------------------- | -------------------------------------------- | -------------------------------------------- | -------------------------------------------- |
| Сербія                                                 | Новий югославський динар (YUD) ↓ 1990 (січень) ↓ Югославський динар (YUN) ↓ | YUN ↑                                        | YUN ↑                                        | YUN ↑                                        | YUN ↑                                        | Югославський динар (YUM; 1995, листопад)     | Югославський динар (YUM; 1995, листопад)     | YUM ↑                                        | YUM ↑                                        | YUM ↑                                        | Сербський динар (CSD; 2003, липень)          | Сербський динар (RSD; 2006, жовтень) →       |
| Косово (17.02.2008)                                    | Новий югославський динар (YUD) ↓ 1990 (січень) ↓ Югославський динар (YUN) ↓ | YUN ↑                                        | YUN ↑                                        | YUN ↑                                        | YUN ↑                                        | Югославський динар (YUM; 1995, листопад)     | Югославський динар (YUM; 1995, листопад)     | Німецька марка (1999, жовтень)               | Німецька марка (1999, жовтень)               | Євро (EUR; 2002, березень) →                 | Євро (EUR; 2002, березень) →                 | Євро (EUR; 2002, березень) →                 |
| Чорногорія (03.06.2006)                                | Новий югославський динар (YUD) ↓ 1990 (січень) ↓ Югославський динар (YUN) ↓ | YUN ↑                                        | YUN ↑                                        | YUN ↑                                        | YUN ↑                                        | Югославський динар (YUM; 1995, листопад)     | Югославський динар (YUM; 1995, листопад)     | Німецька марка (1999, січень)                | Німецька марка (1999, січень)                | Євро (EUR; 2002, березень) →                 | Євро (EUR; 2002, березень) →                 | Євро (EUR; 2002, березень) →                 |
| Республіка Сербська (28.02.1992)                       | Новий югославський динар (YUD) ↓ 1990 (січень) ↓ Югославський динар (YUN) ↓ | Динар Республіки Сербської (1992)            | Динар Республіки Сербської (1993, жовтень)   | Динар Республіки Сербської (1993, жовтень)   | Динар Республіки Сербської (1993, жовтень)   | Конвертовна марка (1997, липень) →           | Конвертовна марка (1997, липень) →           | Конвертовна марка (1997, липень) →           | Конвертовна марка (1997, липень) →           | Конвертовна марка (1997, липень) →           | Конвертовна марка (1997, липень) →           |                                              |
| Федерація Боснії і Герцеговини (06.04.1992)            | Новий югославський динар (YUD) ↓ 1990 (січень) ↓ Югославський динар (YUN) ↓ | Динар Боснії і Герцеговини (1992, липень)    | Динар Боснії і Герцеговини (1992, липень)    | Динар Боснії і Герцеговини (1994)            | Динар Боснії і Герцеговини (1994)            | Конвертовна марка (1997, липень) →           | Конвертовна марка (1997, липень) →           | Конвертовна марка (1997, липень) →           | Конвертовна марка (1997, липень) →           | Конвертовна марка (1997, липень) →           | Конвертовна марка (1997, липень) →           |                                              |
| Північна Македонія (08.09.1991)                        | Новий югославський динар (YUD) ↓ 1990 (січень) ↓ Югославський динар (YUN) ↓ | Македонський денар (1992, квітень) →         | Македонський денар (1993, травень) →         | Македонський денар (1993, травень) →         | Македонський денар (1993, травень) →         | Македонський денар (1993, травень) →         | Македонський денар (1993, травень) →         | Македонський денар (1993, травень) →         | Македонський денар (1993, травень) →         | Македонський денар (1993, травень) →         | Македонський денар (1993, травень) →         |                                              |
| Хорватія (25.06.1991)                                  | Новий югославський динар (YUD) ↓ 1990 (січень) ↓ Югославський динар (YUN) ↓ | Хорватський динар (1991, грудень)            | Хорватський динар (1991, грудень)            | Хорватський динар (1991, грудень)            | Хорватська куна (1994, травень) →            | Хорватська куна (1994, травень) →            | Хорватська куна (1994, травень) →            | Хорватська куна (1994, травень) →            | Хорватська куна (1994, травень) →            | Хорватська куна (1994, травень) →            | Хорватська куна (1994, травень) →            | Хорватська куна (1994, травень) →            |
| Словенія (25.06.1991)                                  | Новий югославський динар (YUD) ↓ 1990 (січень) ↓ Югославський динар (YUN) ↓ | Словенський толар (1991, жовтень)            | Словенський толар (1991, жовтень)            | Словенський толар (1991, жовтень)            | Словенський толар (1991, жовтень)            | Словенський толар (1991, жовтень)            | Словенський толар (1991, жовтень)            | Словенський толар (1991, жовтень)            | Словенський толар (1991, жовтень)            | Словенський толар (1991, жовтень)            | Словенський толар (1991, жовтень)            | Євро (EUR; 2007, січень) →                   |

| Югославський динар (YUN, YUM) і сербський динар (CSD, RSD) — єдиний законний платіжний засіб                 | Сучасна зона обігу сербський динар (RSD)         |
| Югославський динар (YUN, YUM) і сербський динар (CSD, RSD) в паралельному обігу з місцевою грошовою одиницею |                                                  |
| Національна валюта — єдиний законний платіжний засіб                                                         | Єврозона; євро — єдиний законний платіжний засіб |